# George Lucas

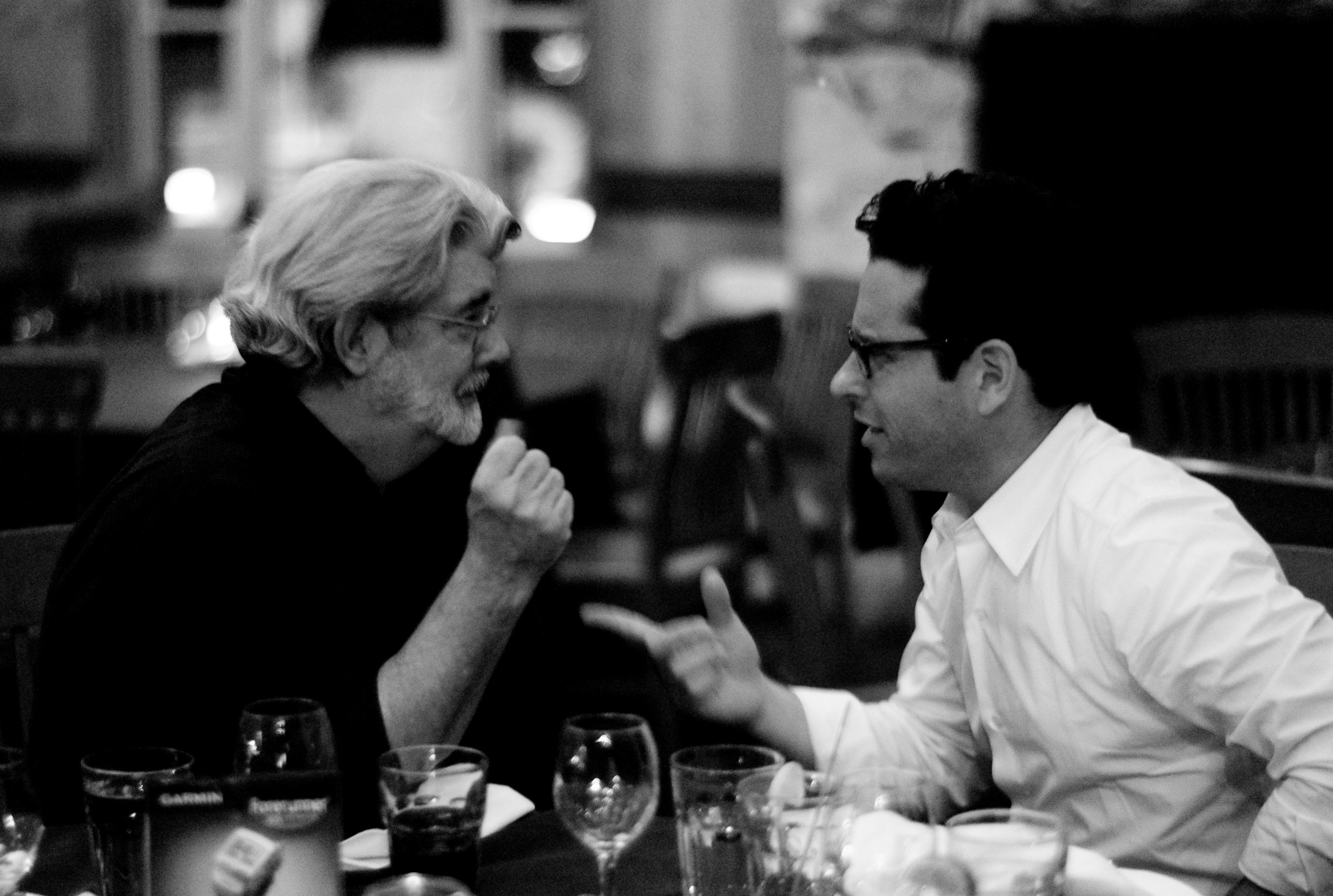
George Lucas i J.J. Abrams

George Lucas, właściwie George Walton Lucas Junior (ur. 14 maja 1944 w Modesto) – amerykański reżyser, producent, scenarzysta, a także przedsiębiorca i filantrop oraz okazjonalnie aktor. Odznaczony Narodowym Medalem Sztuki.
Debiutem kinowym Lucasa była antytotalitarna dystopia sci-fi pt. THX 1138, jednak popularność zyskał dzięki młodzieżowemu filmowi Amerykańskie graffiti. Zasłynął stworzeniem popularnej serii Gwiezdne wojny, był także pomysłodawcą filmów i serialu o przygodach Indiany Jonesa. Lucas założył firmy Lucasfilm (produkcja filmów), Industrial Light and Magic (efekty specjalne) oraz LucasArts (gry komputerowe).
Był czterokrotnie nominowany do Oscara. W 1992 roku otrzymał nagrodę im. Irvinga G. Thalberga.
George Lucas określa się w wywiadach jako metodysta-buddysta (metodystą jest po rodzicach, a buddyzm to jego osobista fascynacja).

## Filmografia

### Reżyser
- 2005: Gwiezdne wojny: część III – Zemsta Sithów
- 2002: Gwiezdne wojny: część II – Atak klonów
- 1999: Gwiezdne wojny: część I – Mroczne widmo
- 1977: Gwiezdne wojny: część IV – Nowa nadzieja
- 1973: Amerykańskie graffiti
- 1971: THX 1138
- 1970: Filmmaker
- 1967: 6-18-67
- 1967: Anyone Lived in a Pretty How Town
- 1967: Elektroniczny labirynt THX 1138 4EB
- 1967: The Emperor
- 1966: Freiheit
- 1966: Herbie
- 1966: 1:42:08: A Man and His Car
- 1965: Look at Life

### Scenarzysta
- 2008: Indiana Jones i Królestwo Kryształowej Czaszki
- 2005: Gwiezdne wojny: część III – Zemsta Sithów
- 2003: Gwiezdne wojny: Wojny klonów
- 2002: Gwiezdne wojny: część II – Atak klonów
- 2001: R2-D2: Beneath the Dome
- 1999: Gwiezdne wojny: część I – Mroczne widmo
- 1994: Zabójcze radio
- 1989: Indiana Jones i ostatnia krucjata
- 1988: Willow
- 1985: Ewoki: Bitwa o Endor
- 1985: Gwiezdne wojny: Droidy
- 1984: Indiana Jones i Świątynia Zagłady
- 1984: Przygoda wśród Ewoków
- 1983: Gwiezdne wojny: część VI – Powrót Jedi
- 1981: Poszukiwacze zaginionej Arki
- 1980: Gwiezdne wojny: część V – Imperium kontratakuje
- 1978: Star Wars Holiday Special
- 1977: Gwiezdne wojny: część IV – Nowa nadzieja
- 1973: Amerykańskie graffiti
- 1971: THX 1138
- 1967: Elektroniczny labirynt THX 1138 4EB
- 1967: Anyone Lived in a Pretty How Town
- 1966: 1:42:08: A Man and His Car
- 1966: Freiheit
- 1966: Herbie
- 1965: Look at Life

### Producent
- 2008: Indiana Jones i Królestwo Kryształowej Czaszki
- 2003: Gwiezdne wojny: Wojny klonów
- 1992-1993: Kroniki młodego Indiany Jonesa
- 1989: Indiana Jones i ostatnia krucjata
- 1988: Pradawny ląd
- 1986: Kaczor Howard
- 1986: Labirynt
- 1984: Indiana Jones i Świątynia Zagłady
- 1983: Gwiezdne wojny: część VI – Powrót Jedi
- 1981: Poszukiwacze zaginionej Arki
- 1980: Sobowtór
- 1980: Gwiezdne wojny: część V – Imperium kontratakuje
- 1977: Gwiezdne wojny: część IV – Nowa nadzieja

### Aktor
- 2005: Gwiezdne wojny: część III – Zemsta Sithów jako Baron Papanoida (pojedyncze ujęcie)
- 2004: Tell Them Who You Are jako on sam
- 2001: R2-D2: Beneath the Dome jako on sam
- 1997–2003: Ja się zastrzelę jako on sam (gościnnie)
- 1995: Personal Journey with Martin Scorsese Through American Movies, A jako on sam
- 1994: Gliniarz z Beverly Hills III jako on sam
- 1992: The Magical World of Chuck Jones jako on sam
- 1991: Hearts of Darkness: A Filmmaker’s Apocalypse jako on sam

## Nagrody i nominacje
| Rok  | Nagroda                           | Kategoria | Film                                    | Wynik     |
| ---- | --------------------------------- | --- | --------------------------------------- | --------- |
| 1974 | Nagroda Akademii Filmowej (Oscar) | Najlepszy reżyser | Amerykańskie graffiti                   | Nominacja |
| 1974 | Nagroda Akademii Filmowej (Oscar) | Najlepszy scenariusz oryginalny                                                                                             | Amerykańskie graffiti                   | Nominacja |
| 1974 | Złoty Glob                        | Najlepszy reżyser | Amerykańskie graffiti                   | Nominacja |
| 1978 | Nagroda Akademii Filmowej (Oscar) | Najlepszy reżyser | Gwiezdne wojny                          | Nominacja |
| 1978 | Nagroda Akademii Filmowej (Oscar) | Najlepszy scenariusz oryginalny                                                                                             | Gwiezdne wojny                          | Nominacja |
| 1978 | Złoty Glob                        | Najlepszy reżyser | Gwiezdne wojny                          | Nominacja |
| 1982 | Nagroda Hugo                      | Najlepsza prezentacja dramatyczna (Wspólnie z Philipem Kaufmanem, Lawrence’em Kasdanem i Stevenem Spielbergiem)             | Poszukiwacze zaginionej Arki            | Wygrana   |
| 1984 | Nagroda Hugo                      | Najlepsza prezentacja dramatyczna (Wspólnie z Lawrence’em Kasdanem i Richardem Marquandem)                                  | Gwiezdne wojny: Powrót Jedi             | Wygrana   |
| 1989 | Złota Malina                      | Najgorszy scenariusz | Willow                                  | Nominacja |
| 1990 | Nagroda Hugo                      | Najlepsza prezentacja dramatyczna (Wspólnie z Jeffreyem Boamem, Menno Meyjesem, Philipem Kaufmanem i Stevenem Spielbergiem) | Indiana Jones i ostatnia krucjata       | Wygrana   |
| 1992 | Nagroda im. Irvinga G. Thalberga  | Za działalność, która przyczynia się w istotny sposób do wzrostu poziomu produkcji filmowej                                 | Całokształt twórczości                  | Wygrana   |
| 2000 | Złota Malina                      | Najgorszy reżyser | Gwiezdne wojny: część I – Mroczne widmo | Nominacja |
| 2000 | Złota Malina                      | Najgorszy film | Gwiezdne wojny: część I – Mroczne widmo | Nominacja |
| 2000 | Złota Malina                      | Najgorszy scenariusz | Gwiezdne wojny: część I – Mroczne widmo | Nominacja |
| 2003 | Złota Malina                      | Najgorszy reżyser | Gwiezdne wojny: część II – Atak klonów  | Nominacja |
| 2003 | Złota Malina                      | Najgorszy film (Wspólnie z Rickiem McCallumem)                                                                              | Gwiezdne wojny: część II – Atak klonów  | Nominacja |
| 2003 | Złota Malina                      | Najgorszy scenariusz (Wspólnie z Jonathanem Halesem)                                                                        | Gwiezdne wojny: część II – Atak klonów  | Wygrana   |